# Радіокомітет
«Радіокомітет» – міжгалузеве об’єднання, до якого входять чотири найбільші радіохолдинги України - група ТАВР, Український Медіа Холдинг, Business Radio Group, «Люкс», рекламні агенції (Publicis Groupe, ADV Group (Initiative), Group M, UMG та Radio Expert) та, як управляючий партнер, - Незалежна Асоціація телерадіоМовників (НАМ).
«Радіокомітет» створений наприкінці 2007 року задля запуску єдиного галузевого дослідження радіоаудиторії, яким користуватимуться як самі радіостанції, так і рекламні агенції під час планування рекламних кампаній. Сьогодні «Радіокомітет» об'єднує 100% ринку радіо.
Голова міжгалузевого об'єднання "Радіокомітет" - Анна Жуковська 

## Радіостанції
Серед учасників об'єднання є такі радіостанції:
- Хіт FM
- Radio Roks
- "Русское радио Украина"
- Kiss FM
- Радіо Relax
- Мелодія FM
- Люкс FM
- Радіо Максимум
- Наше радіо
- Авторадіо
- "Ретро FM"
- Радіо П'ятниця
- Lounge FM
- "Джем FM"
- "Голос столиці"
- NRJ
- Радіо Шансон
- Power FM
- "Бізнес радіо"
- DJFM

## Цікаві факти
- З 8 червня 2016 року на всіх радіостанціях, що входять до міжгалузевого об'єднання «Радіокомітет», рівно о 24:00 та о 06:00 звучить Гімн України[1].